# Dinastía yalayerí
La dinastía yalayerí, yalayérida o yalaírida (1336-1432), fue una dinastía musulmana de una tribu mongola relacionada con Hulagu, nieto de Gengis Kan y fundador de la dinastía de los iljanes mongoles de Persia. 
El fundador de la dinastía yalayérida, Hasan Buzurg («Hasan el grande» en persa) fue gobernador de Anatolia por cuenta del ilján Abu Sa'id, cuya muerte en 1336 anunció el fin de la potencia iljánida. Hasan Buzurg se estableció en Bagdad reconociendo al mismo tiempo la soberanía de los kanes de paja iljánidas, pero su hijo Uways I afirmó su independencia y conquistó Azerbaiyán y Fars en detrimento de los muzafáridas.
Sus sucesores hicieron frente al ascenso de los turcomanos Kara Koyunlu ("Ovejas Negras") y a las campañas de Tamerlán, que obligaron a Ahmed I a exiliarse a Egipto hasta la muerte del conquistador en 1405. Los últimos yalayéridas reinaron sobre un ámbito reducido en torno a Basora hasta su toma por los Qara Qoyunlu en 1432.

## Gobernantes yalaíridas
- Hasan Buzurg (1336-56)
- Shaij Uváis I (1356-74)
- Hasan (1374)
- Husain I (1374-82)
- Bayazid (1382-83)
- Ahmad (1383-1410)
- Shah Walad (1410-11)
- Mahmud (1411-15)
- Uváis II (1415-21)
- Mohammed (1421-22)
- Mahmud II (1422-24)
- Husain II (1424-32)